# ماري وادا
ماري وادا (18 سبتمبر 1987 في اليابان - ) (بالكانا:わだ まりえ) هي لاعبة كرة طائرة يابانية في مركز وسط ‏.

## وصلات خارجية
- ماري وادا على موقع قاعدة بيانات الكرة الطائرة الشاطئية (الإنجليزية)
- ماري وادا على موقع الدوري الياباني (مؤرشف) (اليابانية)